# Siège de Marstrand
Guerre de Scanie
Batailles
- Fehrbellin
- Jasmund
- Öland
- Halmstad
- Lund
- Fehmarn
- Malmö
- Køge
- Landskrona
- Marstrand
- Uddevalla
- Warksow
- Stralsund

 (juin 2025).
Si vous disposez d'ouvrages ou d'articles de référence ou si vous connaissez des sites web de qualité traitant du thème abordé ici, merci de compléter l'article en donnant les références utiles à sa vérifiabilité et en les liant à la section « Notes et références ».
Le siège de Marstrand s'est déroulé du 6 au 23 juillet 1677 pendant la guerre de Scanie. La ville de Marstrand, défendue par une garnison suédoise retranchée dans le fort de Carlsten, a été assiégée et prise par l'armée danoise commandée par Ulrik Frederik Gyldenløve. La prise de la ville permit aux Danois d'opérer le blocus de Göteborg mais le détachement laissé en garnison, menacé à son tour par une armée suédoise plus importante, dut se replier sur Strömstad au mois d'août.

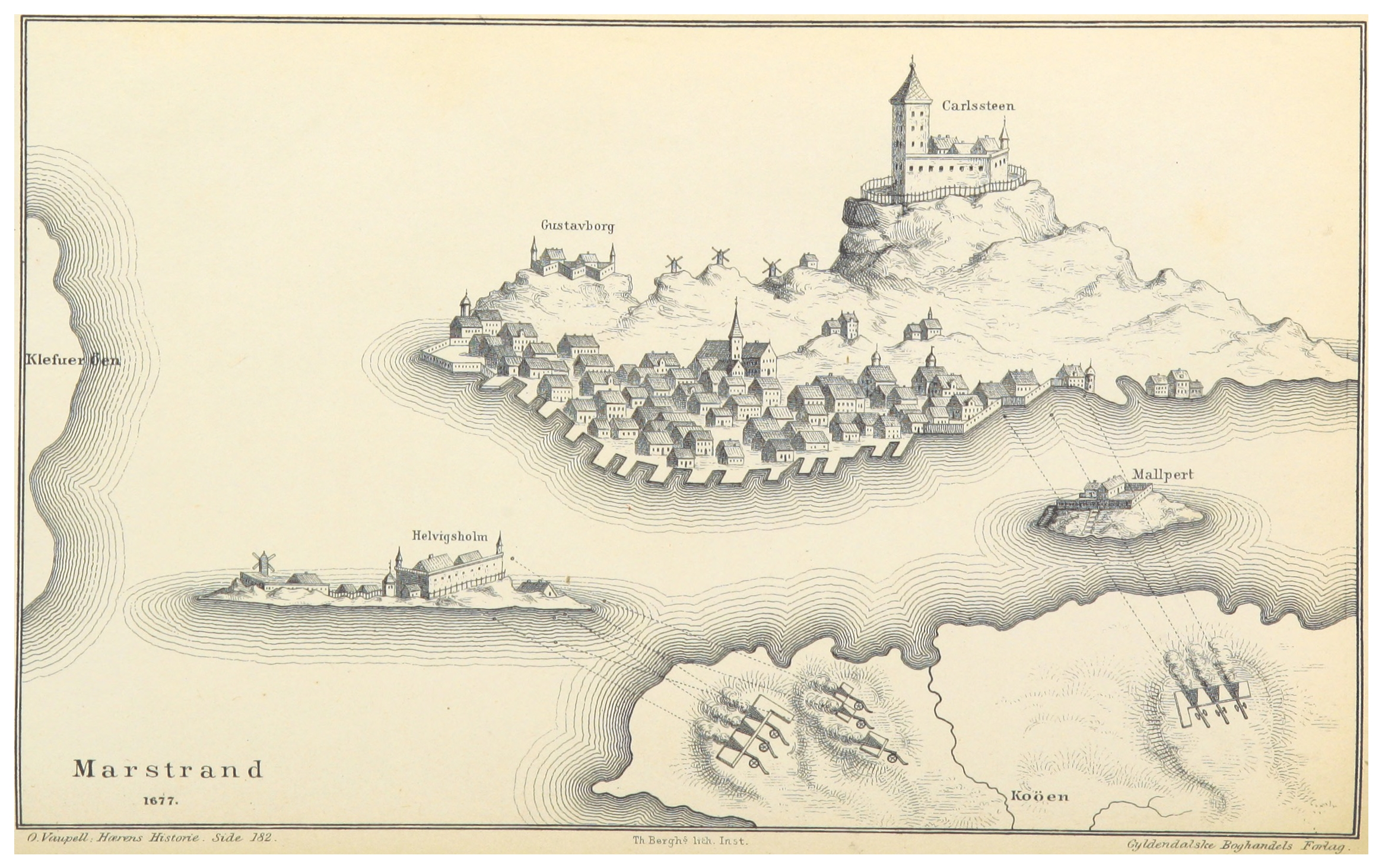
La fortresse de Carlssteen à Marstrand